# No Substance
No Substance est le dixième album de Bad Religion, sorti en 1998 chez Atlantic.

## Liste des titres
| No  | Titre                                                                                  | Durée |
| --- | -------------------------------------------------------------------------------------- | ----- |
| 1.  | Hear It                                                                                |       |
| 2.  | Shades Of Truth                                                                        |       |
| 3.  | All Fantastic Images                                                                   |       |
| 4.  | The Biggest Killer In American History                                                 |       |
| 5.  | No Substance                                                                           |       |
| 6.  | Raise Your Voice! (avec une apparition du chanteur du groupe Die Toten Hosen, Campino) |       |
| 7.  | Sowing The Seeds Of Utopia                                                             |       |
| 8.  | The Hippy Killers                                                                      |       |
| 9.  | The State Of The End Of The Millennium Address                                         |       |
| 10. | The Voracious March Of Godliness                                                       |       |
| 11. | Mediocre Minds                                                                         |       |
| 12. | Victims Of The Revolution                                                              |       |
| 13. | Strange Denial                                                                         |       |
| 14. | At The Mercy Of Imbeciles                                                              |       |
| 15. | The Same Person                                                                        |       |
| 16. | In So Many Ways                                                                        |       |

## Composition du groupe pour l'enregistrement
- Greg Graffin, chant
- Brian Baker, guitare
- Greg Hetson, guitare
- Jay Bentley, basse
- Bobby Shayer, batterie